# アンシーズ
『アンシーズ』は、宮沢周による日本のライトノベル。イラストは久世が担当。スーパーダッシュ文庫（集英社）より2009年9月から2010年3月まで刊行された。第8回スーパーダッシュ小説新人賞佳作受賞作。

## あらすじ
ごくごく普通の常識的な高校生、木之崎朋は転入先の火群ヶ棚（ひむらがだな）学園高校なる男子校を下見に訪れる。うっかり眠ってしまい、気がつくとどういうわけかサーベルを持った金髪碧眼の美少女『ヒカル』とハンマーを振りかざす黒い甲冑『黒耀』との戦いに巻き込まれてしまう。状況が分からずに慌てる朋に、ヒカルは抜刀針を与えてアンシーに変身させる。そして朋は、訳も分からぬまま自らの「男」を武器に変える、アンシーたちの戦いに巻き込まれていくことになる。

## 登場人物

### アンシー

#### 主要なアンシー
当初はヒカルと力王丸の二人で支えていた小サークル。朋の加入をきっかけにメンバーが増え、結束も高まっていく。個々の能力が非常に高く、生徒会からも一目置かれている。
木之崎 朋（きのさき とも）
本作の主人公、火群ヶ棚学園高校に転校してきた少年。転校初日、情報処理室で戦うヒカルと黒耀に遭遇したことから、アンシーたちの戦いに巻き込まれることに。基本的にはごくごく普通の常識人だが、幼少の頃の父のとある言葉から、自分の行動の結果はどのようなものであれ責任を取ろうとする頑固な一面も持つ。男を抜いた姿は髪が常時より伸び、力王丸曰く「控えめ癒し系美少女」。カタナの形状は日本刀で、銘は言想心丸（げんそうこころまる）。抜刀気が全開の状態なら相手のカタナを簡単に両断できるヤイバを持つ。また、それとは別にカタナ同士を触れ合わせたり、他のアンシーと肉体的に接触（握手、キスなど）することで抜刀気を奪ったり自分から分け与えたり出来るというヤイバもある。志士名は『トモ』。
ヒカル
言動がやたら男らしい金髪碧眼の美少女。黒耀との戦いに朋を巻き込んでしまい、朋の身を守るため緊急避難的に抜刀芯を与えてアンシーに変身させた。アンシーのはずだが公認抜刀日にしか学校に現れず、また納刀している姿を誰も見たことが無い。過去の記憶のほとんどを失っており、気づいたときにはカタナを手に立ち尽くしていたという。また、なぜか納刀することが出来ないため、抜刀空間から出られない。周囲にはそれを呪いと説明している。正体は十年前に行方不明になった女子高生七海光（ななみひかる）が、折られたアンシーのカタナを妄執によって再現したためにアンシーとしての力を手に入れたイレギュラーな存在。そのため、アンシーでありながら正真正銘の女の子である。少女と女性の間のような容姿を持つ。カタナの形状はサーベル。志士命は『ネームオブジャスティス』。
俵屋 力王丸（たわらや りきおうまる）
ヒカルと共に戦うアンシー。少女趣味の可愛らしい衣装に身を包んだ、美少女然とした容姿だが、れっきとした男。趣味は裁縫で、自ら立ち上げた手芸部の部長もしている。自分の作った衣装を着たり、可愛い女の子に着せたりするのが大好きで、抜刀した朋の姿をとても気に入っている。姉がいるらしく、ヒカル曰く家族思い。男を抜いた姿は彫りの深い顔立ちの、ニューハーフを思わせる「ハンサムな女性」で、力王丸自身はその姿をかなり嫌っている。カタナの形状は裁縫針で、抜刀気で編まれた檻秘（おりひめ）という布を作ることが出来る。これにより結界を張ったり、倒した敵を拘束したり出来る。檻秘の効果は力王丸が抜刀を解除しても持続する。志士名は『リカ』。
松平 光羽（まつだいら みつう）
生徒会五守の一人だったが、自身のヤイバの力を自覚する前の朋によってカタナを折られ、女になってしまった。最初は生徒会の人間としてヒカルたちと敵対していたが、女子になってからは復讐を謳いながら朋の傍に居座る。普段の朋には惜しみない愛情を注ぐようになるが、抜刀した状態の朋を見るとカッターナイフを取り出す、ある種のヤンデレに成長。元生徒会五守の一角として恥ない戦闘力のほか、一人で七七七の過去を調べ上げるだけの調査能力も持っている。男を折られたあとも、生命力をカタナに変えて抜刀していたが、ある事件以降その能力は使えなくなる。その後は参謀として朋たちのサークルに協力しながら、密かに学園の地下のサーバールームで過去の刀競大武会のことなどを調べている。資料を読んだりパソコンを使う際は眼鏡をかけている。男を抜いた姿は、茶色がかったストレートの髪に端正な顔の作りの冷たい目をした美人。カタナの形状はランスで、銘は土竜槍（どりゅうそう）。志士名は『イエミツ』。
黒井 透（くろい とおる）
元生徒会所属のアンシーだったが、朋に助けられて生徒会を離反する。元々は「男らしくなりたい」という願いのもと、学内最大のサークルである生徒会に入会したが、その卑劣なやり方に徐々に不満を募らせていく。猫が大好きで、よく野良猫に餌をやっており、町内の野良猫出現位置を熟知している。兄の黒耀をとても慕っている。カタナの形状は儀式用程度の小型の槌で、触れると静電気を発する。実は強力な帯電性があり、帯電した電気を雷として落とすことが出来る。志士名は『机の角』。

#### 生徒会
学内最大にして最強を誇る巨大サークル。会長である古河を中心に、明確な上下関係と卑劣な戦法を用いて勢力を広げるが、規模が大きすぎるため一枚岩とはいかない。
古河 千代（ふるかわ せんだい）
火群ヶ棚学園の生徒会長にして、生徒会サークルの長。一見して温厚で人当たりの良い人物に思えるが、目的のためには手段を選ばない残忍な性格。身内であれ敵であれ、嘘をつく者を極端に嫌う。カタナを複数所持するというかなり特異なタイプのアンシー。彼の本来のカタナは暗夜黒絶･零代（あんやこくぜつ･ぜろだい）と銘打たれた巨大な鎌。このカタナは他のアンシーのカタナを奪うヤイバを持ち、その能力で百人以上ものアンシーからカタナを奪い、その抜刀気を吸収している。そういった理由から彼の持つ抜刀気の量は並大抵のものではなく、抜刀しても男の姿のままである。なお、奪ったカタナのうちお気に入りの十本にだけ銘をつけている。
実は会長に就任した直後に十年前の生徒会長である真須田（後述）に憑依されただけの被害者であり、暗夜黒絶･零代は真須田のカタナである。会長就任以前は、ギルの兄とつるんでいたらしい。
黒井 耀（くろい あきら）
生徒会五守の一角。全身を黒い甲冑に包まれた、豪快な口調のアンシーで、透の実の兄。カタナの形状は巨大なハンマーで、銘は黒穴丸（こっけつまる）。振れば振るほど打撃による威力と飛距離が上乗せされるというヤイバを持つ。志士名は『黒耀』。
黒耀ハンマーオーケストラ（こくよう-）
黒耀の五人の部下達で構成される、鈍器系のカタナを持つ集団。頭の悪い発言が多いが、黒耀の部下としての実力は本物で、戦闘においては知恵も働く。
隊長（たいちょう）
生徒会五守の一角。片目に眼帯をし、軍服を着たアンシー。通り名は『無限弾幕の隊長』。カタナの形状はマシンガン。

#### 竜巻組
リーダーのギルを中心とした小サークル。規模は小さいながらもそれなりの戦力を持ち、メンバーは固い結束で結ばれている。刀競大武会以外にも、アルバイトや野良アンシー退治なども行っている。
ギル
竜巻組のリーダー。カールのかかった、いわゆるツインドリル状の髪型に、太い包帯を巻きつけたような衣装のアンシー。頬に龍の入れ墨がある。ある事情から弱いアンシーを見ると面倒を見たくなるという兄貴肌の持ち主だが、その原因となった出来事にお金が絡んでいるため、金銭に対する執着も強い。カタナの形状は羽飾りのついた槍で、銘は風雲槍（ふううんそう）。文字通り竜巻のような気流を作り出すヤイバを持つ。
マッカ
竜巻組のメンバー。小柄な体躯に、瞳を覆い隠すほどのおかっぱ頭のアンシー。男が折れるほどではないが、アンシー姿での活動にもある程度順応しており、本人曰くやってるうちに慣れた、とのこと。カタナの形状は瞳の模様がついた手袋で、銘はファティマグローブ。相手に触れることでその相手の持つ記憶や知識を引き出すヤイバを持つ。カタナの特性上戦闘には不向きで、主にサポートと事後処理を担当している。本名は赤名（あかな）。
ゴールド
竜巻組のメンバー。かなり無口で、普段はほとんど口を開かない。北欧の海賊のような衣装に、鋭い目つきとポニーテールが特徴のアンシー。カタナは大振りの斧で、直接戦闘に特化している。本名は小金沢（こがねざわ）。

#### その他のアンシー
七七七（よろこ）
アンシーたちの間で囁かれる刀狩の都市伝説で『最悪の災厄』、『アンラッキーセブン』などの異名を持つ。おかっぱ頭に大き目のセーラー服を着た中学生くらいの少女の姿と言われる。その正体は十年前に行方不明になったアンシー･桐咲喜一（きりさききいち、喜は七を三つ重ねる旧字体表記）の成れの果て。彼は真須田の罠にはまり、男を折られた直後に女の体を陵辱されたという凄惨な過去を持つ。他のアンシーに自分の様になって欲しくない、という理由からアンシーたちの前にふらりと現れてはカタナを折り、強制的に戦線から離脱させる。カタナの形状は朋と同じく日本刀で、銘はヴァンパイア。その名の通り、他のアンシーの抜刀気を吸収し、何度折れてもカタナを再生し、持ち主の抜刀気を回復するヤイバを持つ。
真須田 要（ますだ かなめ）
十年前の火群ヶ棚学園生徒会長。ひどく荒れていた火群ヶ棚学園の不良を一気に鎮圧した功績があったが、実際はそれを足がかりに生徒会に逆らう生徒に非道の限りを尽くした酷薄な人物。その後、オーガ、喜一の反逆の後に倒されたが、抜刀気のみの姿になって密かに生き残っていた。その後十年間、気に入った人物に憑依して体を乗っ取りながら数多のアンシーを倒し、世界を変える力を持つ抜刀気を集めて、自らの栄華を築こうと企んでいた。
オーガ
十年前の生徒会で副会長を務めていたアンシー。当時生徒会書記を務めていた喜一と共に生徒会に反旗を翻した人物。その後罠にはまった喜一に代わり、真須田に一対一の決闘を挑むも敗北し、男を折られてしまった。ヤイバは彼を慕う者が多いほど強くなるというもので、生徒会以外のほぼ全ての生徒を味方につけていた当時の彼の能力は相当なものだったと思われる。七海光の恋人でもあった。

### その他の登場人物
ホヅミ先生（-せんせい）
火群ヶ棚学園の養護教諭。色んな意味で生徒が大好きで、触診を受けた朋がトラウマになりかけたほど。実はアンシーではないかと言われるが詳細は不明。立ち居振る舞いは非常にだらしないが、アンシーに関する知識は豊富。また、男を折られたアンシーたちに記憶を残すか消すかの選択を迫る役割も与えられている。字が綺麗。
砂月 ルナ（さつき-）
ヒカルが居候している家の娘。セブンオーシャンという喫茶店の看板娘。父親が自分を憎みながら姿を消したという過去から極度の男性不信に陥っている。ヒカルのことを実の姉の様に慕っている。
間瀬（ませ）
喫茶セブンオーシャンの常連客。ビールばかり飲んでおり、ツケが大分たまっているらしい。放浪癖がある砂月家の祖父の知人。火群ヶ棚女学院の教員でギターを嗜む。

## 用語
アンシー
自らの「男らしさ」を武器に変えて戦う男子たちの総称。基本的に彼らの多くは童貞らしい。抜刀芯を持って抜刀（ばっとう）することで変身する。
変身後は以下の現象が起きる。
- 肉体は女性になってしまう。五感や体力、運動能力は常人をはるかに超える。
- 一人一人固有のカタナが出現する。
- 服も一人一人固有の物に変化する。
- 変身中は抜刀空間内しか移動できない。
- 変身中に『男を折られる』と、男に戻れなくなる。その際、世界の改変が起きるらしく、その生徒は「生まれたときから女子だった」と家族などからは認識される。通う学校も変わってしまう。他のアンシー達からは「そんな生徒がいた」という記憶が薄くなっていき、やがて忘れられる。

カタナ
アンシーの男らしさが武器の姿で顕現したもの。カタナとはそれらの総称であって、武器の種類や形状は持ち主のアンシーによって様々なものが存在する。
ヤイバ
カタナが持つ特殊能力。それぞれのカタナは異なるヤイバを持ち、攻撃、防御、回復などその種類も様々である。
抜刀（ばっとう）
アンシーが自らの男を武器に変えて変身すること。逆に変身したアンシーがカタナをしまって変身を解くのは納刀(のうとう)という。
抜刀気（ばっとうき）
アンシーの力の根源であり、簡単にいえば「男らしさ」のこと。これが少なくなると変身が解除できなくなり（男を維持できなくなり）、最後には男に戻れなくなってしまう。
抜刀空間（ばっとうくうかん）
抜刀が可能な空間を指す。火群ヶ棚学園の敷地のほか、周辺地域の通りや病院などの公共施設にも抜刀空間は存在する。アンシーたちはこの中でしか抜刀することが出来ない。また抜刀空間の中に居るアンシーは、時間の流れ方が通常と異なってしまう場合があるらしい。
抜刀芯（ばっとうしん）
抜刀に必要なアイテムで、針金のような形状をしている。アンシーたちは手帳や定期入れなど、常に身に着けておくものや、使いやすいものの中にこの針金状の抜刀芯を織り込んで使っている。
志士名（ししめい）
抜刀時にアンシーたちが名乗る名前。通り名のようなもの。志士名を使うも使わないも自由であり、志士名を持たない者もいる。だがアンシーは刀競大武会（後述）に参加しているとみなされ、抜刀していない普段の生活で闇討ちされることもあるため、正体を隠すために志士名を名乗ることが普通。
火群ヶ棚（ひむらがだな）学園高校
物語の舞台となる男子校。学校側は一部の生徒に抜刀芯を与えてアンシーにしている。また刀競大武会を主宰している。
刀競大武会
火群ヶ棚学園で秘かに行なわれているアンシー同士の武闘会。特定の曜日(公認抜刀日という)の特定の時刻に行なわれる。アンシーが学校内の教室を陣取り合戦するという物。あるアンシーが「自分の物」と目印をつけた教室でも、他のアンシーが後から奪うことは可能。そこで複数のアンシーが集まってサークルを作り、守備と攻撃に役割分担することが多い。期間は一年間で、その時点で一番多くの教室を確保したサークルが優勝。優勝したサークルには賞品として「どんな願い事でも叶う」という噂がある。ヤイバが戦闘に不向きなため、あえて参加しないアンシーもいる。
野良アンシー
アンシーの中には女子の容姿と常人以上の身体能力を使って一般人に悪事を働く者もいる。そういった者達の総称。火群ヶ棚学園は取り締まりのために賞金をかけている。

## 既刊一覧
- 宮沢周（著） / 久世（イラスト） 『アンシーズ』 集英社〈スーパーダッシュ文庫〉、全3巻
  1. 「〜刀侠戦姫血風録〜」2009年9月25日、ISBN 978-4-08-630505-1
  2. 「〜刀侠戦姫言想録〜」2009年12月25日、ISBN 978-4-08-630524-2
  3. 「〜刀侠戦姫飛恋録〜」2010年3月25日、ISBN 978-4-08-630543-3